# Nupserha seychellarum
Nupserha seychellarum är en skalbaggsart som beskrevs av Stefan von Breuning 1982. Nupserha seychellarum ingår i släktet Nupserha och familjen långhorningar.
Artens utbredningsområde är Seychellerna. Inga underarter finns listade i Catalogue of Life.